# 우오 무사 마주
우오 무사 마주(Ouwo Moussa Maazou, 1988년 8월 25일, 니아메 ~ )는 니제르의 축구 선수로, 포지션은 스트라이커이다. 현재 이스라엘의 세크트즈야 네스 지온나에서 있다.
마주는 니제르 수도 니아메의 니제르 육군이 운영하는 ASFAN (Association Sportive des Forces Armées Nigériennes) 팀에서 선수 생활을 시작하였다. 마주는 그 후 2005-06 시즌 17골을 득점하였고, 2006-2007 시즌에는 34경기에서 20골을 득점하였다. 2008년 1월, 니제르 리그에서의 뛰어난 활약을 바탕으로 벨기에의 KSC 로케런 (K.S.C. Lokeren Oost-Vlaanderen) 과 계약하였으며, 9경기에 나서 6골을 터뜨렸다.
2009년 1월, 마주는 러시아 프리미어리그의 CSKA 모스크바로 자리를 옮기기로 결정했지만, 2009년 7월까지 로케런에 임대 형식으로 잔류하였다. 2010년 프랑스의 AS 모나코에서 임대 생활을 했으며, 그 해 8월에 같은 리그의 FC 지롱댕 드 보르도로 임대 이적하였다. 2011년 1월, 다시 모나코로 임대 이적하였고, 단 한 경기에 출장한 이후 벨기에 프로 리그의 SV 쥘터 바레험으로 임대 이적하였다. SV 쥘터 바레험에서는 4경기에 출장하였고, 2012년부터 르망에서 임대 생활을 하고 있다.
마주는 2008년부터 니제르 축구 국가대표팀에서 뛰고 있으며, 2017년 9월 기준으로 45경기에서 13골을 넣었다. 2012년 아프리카 네이션스컵 예선에서는 대표팀 내에서 독보적인 활약을 펼치며, 니제르의 첫 아프리카 네이션스컵 본선 진출에 기여하였다.
]